# Mayville (Michigan)
Mayville è un villaggio degli Stati Uniti d'America, situato nello Stato del Michigan, nella contea di Tuscola.